# Чак Беррі
Чак Беррі (англ. Chuck Berry; 18 жовтня 1926, Сент-Луїс, Міссурі — 18 березня 2017, Сент-Чарлз, Міссурі) — американський музикант, пісенний композитор, вокаліст, піонер рок-н-ролу.

## Перші початки
Народився у афро-американській сім'ї середнього достатку як Чарльз Едвард Андерсон Беррі (англ. Charles Edward Anderson Berry). У віці 18 років був заарештований за пограбування трьох магазинів і викрадення машини. У в'язниці грав на гітарі в тюремній самодіяльності, був достроково звільненим за зразкову поведінку. По чо́му працював на автозаводі, а вечорами підробляв у клубах музикантом.
Професійну кар'єру розпочав у 1953 році. Успіх його музичної кар'єри можна віднести до знайомства у 1955 з продюсером Леонардом Чесом, власником фірми звукозапису «Чес рекордс» (англ. «Chess Records»). Його перша пісня, записана цією фірмою звукозапису — «Мейбелін» (англ. «Maybellene»), яка поєднувала енергію рок-н-ролу зі стилістикою кантрі, — зайняла першу сходинку у хіт-параді США і принесла Чакові славу.

## Засновник нового напрямку в музиці
Чак Беррі вважається творцем нового напрямку: його творчість і техніка гри на гітарі — пружний ритм, домінантна роль електрогітари та характерний вільний спосіб поведінки на сцені, — вирізняли його від сучасників. Йому також належить і композиційний спосіб, коли пісня починається вступом, що складається з короткого рифу, зіграного соло на електрогітарі. Звучання та сценічний імідж Чака Беррі надихнули багато британських рок-гуртів, у тому числі The Beatles і The Rolling Stones.

## Найвідоміші хіти
До найбільших хітів Чак Беррі — а разом із тим і рок-стандартів — відносять такі композиції: Roll Over Beethoven, Thirty Days, Too Much Monkey Business, Brown Eyed Handsome Man, You Can't Catch Me, School Day, Carol, Back in the U.S.A., Little Queenie, Memphis Tennessee, Johnny B. Goode i Rock and Roll Music.
В Україні найпопулярніший його хіт Johnny B. Goode, відомий для більшості українців з фільму Назад у майбутнє. Ця пісня стала візитівкою всієї франшизи фільмів.

## Визнання
У 1986 році Чак Беррі серед перших був занесений до Зали слави рок-н-ролу
, а в 2003 він, за версією журналу «Rolling Stone», посів шосту сходинку в списку 100 найкращих гітаристів усіх часів.
У 2004 році музикант посів п'яте місце в рейтингу 50 найбільших виконавців усіх часів, за версією журналу «Rolling Stone».

## Дискографія
(Увага: подано лише студійні альбоми)
| - Rock Rock Rock (1957) - One Dozen Berry's (1958) - After School Session (1958) - Berry Is on Top (1959) - Rockin' at the Hops (1960) - New Juke-Box Hits (1961) - Chuck Berry Twist (1962) - Chuck Berry's Greatest Hits (1964) - Two Great Guitars (wraz z Bo Diddley) (1964) - Fresh Berry's (1965) - From St. Louie to Frisco (1968) - Back Home (1970) - San Francisco Dues (1971) - The London Chuck Berry Sessions (1972) - St. Louie to Frisco to Memphis (1972) | - Johnny B. Goode (1972) - Bio (1973) - Sweet Little Rock and Roller (1973) - Wild Berrys (1974) - Flashback (1974) - Chuck and His Friends (1974) - Chuck Berry (1975) - Rock It (1979) - Alive and Rockin' (1981) - Toronto Rock 'N' Roll Revival 1969 Vol. II (1982) - Toronto Rock 'N' Roll Revival 1969 Vol. III (1982) - «Retro Rock» — Chuck Berry — Broadcast Week (1982) - Reelin' and Rockin' (1982) - Chuck Berry (1982) - Chuck (2017) |

У 2016 році Чак Беррі оголосив, що випустить новий альбом присвячений дружині, з якою прожив багато десятиліть. Альбом вийде у 2017 році.

## Вшанування пам'яті
- Його ім'я вибите на Алеї Слави у Голлівуді.

### У кінематографі
- Його пісня «Johnny B. Goode» звучить у трилогії фільмів «Назад у майбутнє».
- Його пісня «You Never Can Tell» звучить у фільмі «Кримінальне чтиво»
- Його пісня «No particular place to go» звучить у фільмі «Сержант Білко»